# 장훙 (스피드스케이팅 선수)
장훙(중국어 간체자: 张虹, 정체자: 張虹, 병음: Zhāng Hóng, 한자음: 장홍, 1988년 4월 12일~)은 중화인민공화국의 은퇴한 스피드스케이팅 선수이다. 2014년 동계 올림픽 1000m 부문에서 금메달을 획득하여 중국 스피드스케이팅 선수 중 최초로 올림픽 금메달을 획득하였다. 은퇴 후인 2018년에 국제 올림픽 위원회(IOC) 위원이 되었고 현재 중국 올림픽 위원회 위원과 세계 반도핑 기구(WADA) 이사로 활동하고 있다.